# Чето
Чето (итал. Ceto) — коммуна в Италии, располагается в провинции Брешиа области Ломбардия.
Население составляет 1860 человек, плотность населения составляет 58 чел./км². Занимает площадь 32 км². Почтовый индекс — 25040. Телефонный код — 0364.
Покровителем населённого пункта считается святой апостол Андрей. Праздник ежегодно празднуется 30 ноября.